# Appleby-in-Westmorland
Appleby-in-Westmorland este un oraș în comitatul Cumbria, regiunea North West England, Anglia. Orașul aparține districtului Eden.